# Medal Per Artem ad Deum

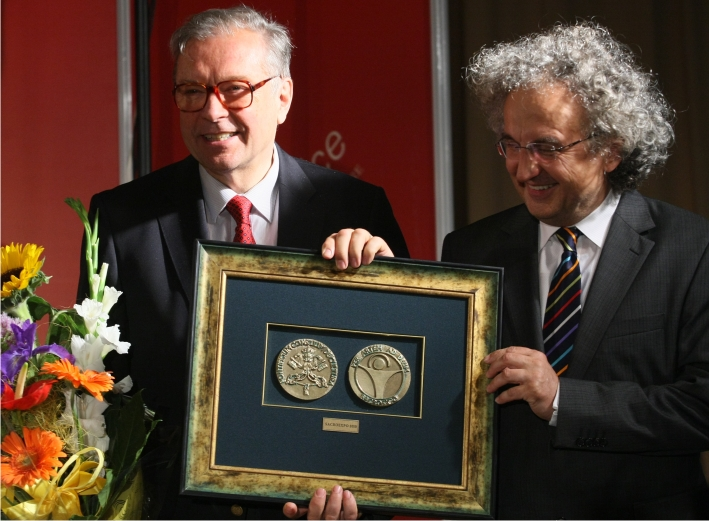
Krzysztof Zanussi odbiera medal od Prezesa Targów Kielce, dr. Andrzeja Mochonia (2010)

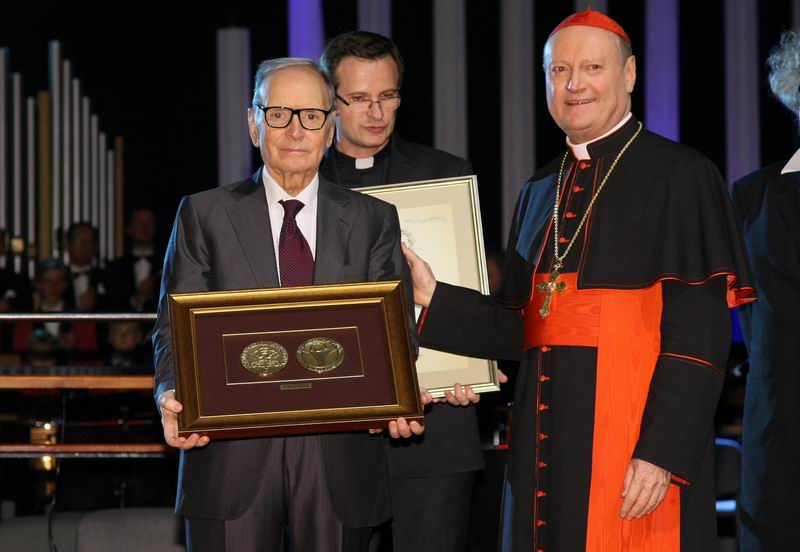
Ennio Morricone odbiera medal z rąk arcybiskupa Gianfranco Ravasiego (2012)

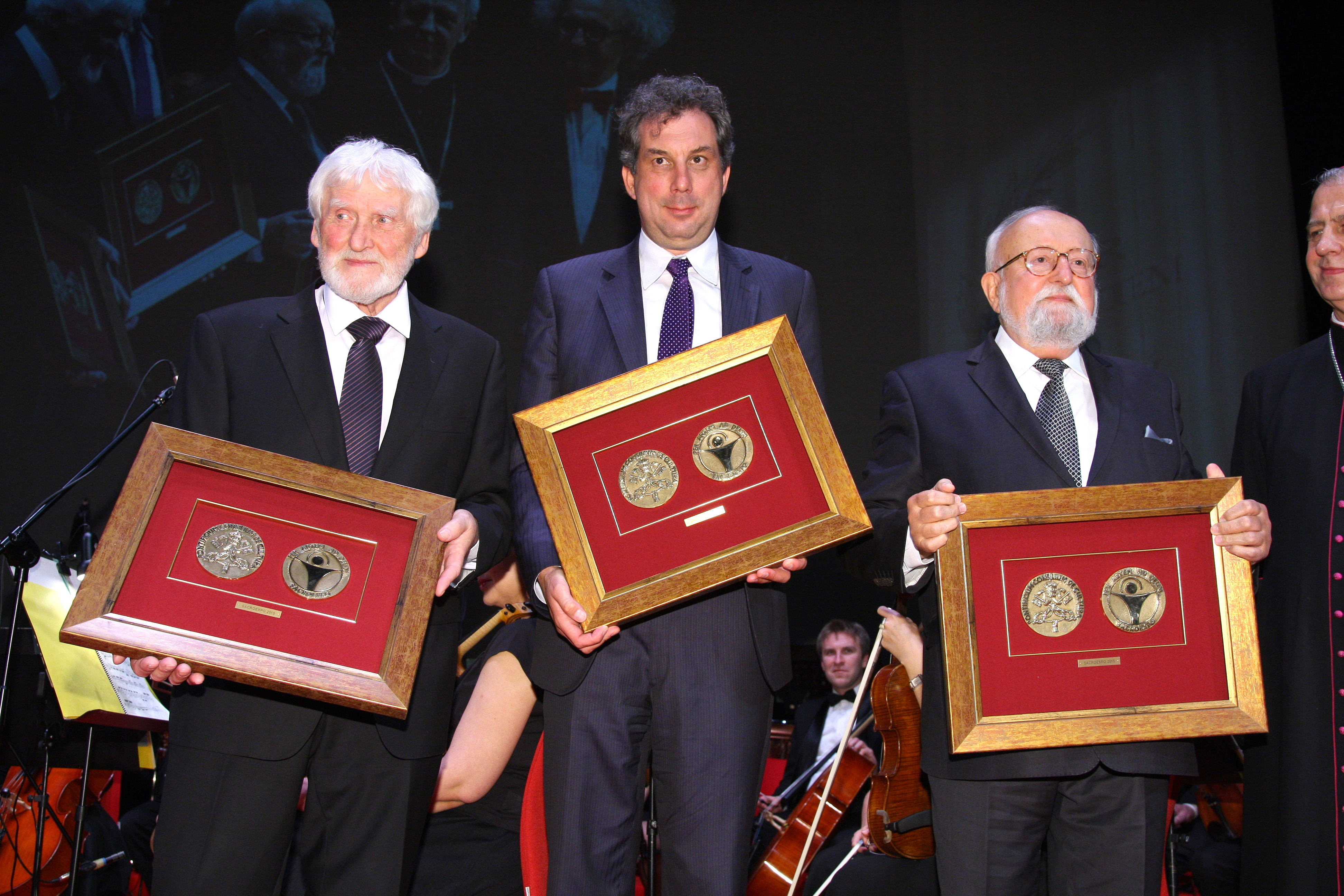
Laureaci nagrody z 2015 roku – od lewej: Wincenty Kućma, Volker Resing (Wydawnictwo Herder), Krzysztof Penderecki

Medal Per Artem ad Deum (pol. Przez sztukę do Boga) – doroczna nagroda przyznawana od 2005 r. przez Papieską Radę ds. Kultury za osiągnięcia, które w istotny sposób przyczyniają się do pogłębiania dialogu różnych kultur współczesnego świata, promując człowieka jako jednostkę.

## Kapituła nagrody
- JE ks. bp Marian Florczyk – Przewodniczący Kapituły,
- dr Andrzej Mochoń,
- prof. Konrad Kucza-Kuczyński,
- dotychczasowi laureaci:
  - Tomasz Furdyna,
  - dr hab. Dobrosław Bagiński,
  - prof. Stanisław Słonina,
  - prof. Leszek Mądzik,
  - Wojciech Kilar,
  - Krzysztof Zanussi,
  - Stanisław Niemczyk.

## Laureaci
Źródło: oficjalna strona

- 2005: Pracownia witraży „Furdyna” z Krakowa
- 2006: Dobrosław Bagiński
- 2007: Stanisław Słonina
- 2008: Leszek Mądzik
- 2009: Wojciech Kilar
- 2010: Krzysztof Zanussi
- 2011: Stanisław Niemczyk
- 2012: Ennio Morricone, oraz pośmiertnie Stefan Stuligrosz
- 2013: Stanisław Rodziński
- 2014: Mario Botta, Adam Bujak
- 2015: Krzysztof Penderecki, Wincenty Kućma, Wydawnictwo Herder
- 2016: Antonina Krzysztoń, Arvo Pärt, Arnaldo Pomodoro[3]
- 2017: Michał Heller, Tomáš Halík, Claudia Henzler
- 2018: Aleksandr Sokurow, ks. prof. Jan Andrzej Kłoczowski
- 2019: Marcin Bornus-Szczyciński, Tadeusz Boruta, Aleksander Kornouhow
- 2020: Paweł Łukaszewski, Jerzy Skąpski, Leszek Sosnowski[4]
- 2021: Ernest Bryll
- 2022: Giuseppe Tornatore
- 2023: Anselm Grün
- 2024: Kiko Argüello

## Uroczystość wręczenia medalu
Medal Per Artem ad Deum przyznawany jest w czasie Międzynarodowej Wystawy Budownictwa i Wyposażenia Kościołów Sztuki Sakralnej i Dewocjonaliów Sacroexpo w Targach Kielce. Każdorazowo medal wręczany jest podczas uroczystej gali. Medale artyści odbierają z rąk przedstawicieli Kapituły oraz dostojników kościelnych; dwukrotnie – w 2009 i 2012 – wręczył go Prezydent Papieskiej Rady ds. Kultury kardynał Gianfranco Ravasi. Ceremonię wręczenia medalu Stefanowi Stuligroszowi i Ennio Morricone uświetniło wykonanie przez Orkiestrę Symfoniczną Filharmonii Świętokrzyskiej i Chór Filharmonii Krakowskiej nowej wersji utworu Tra Cielo e Terra, dedykowanego Janowi Pawłowi II.

## Galeria

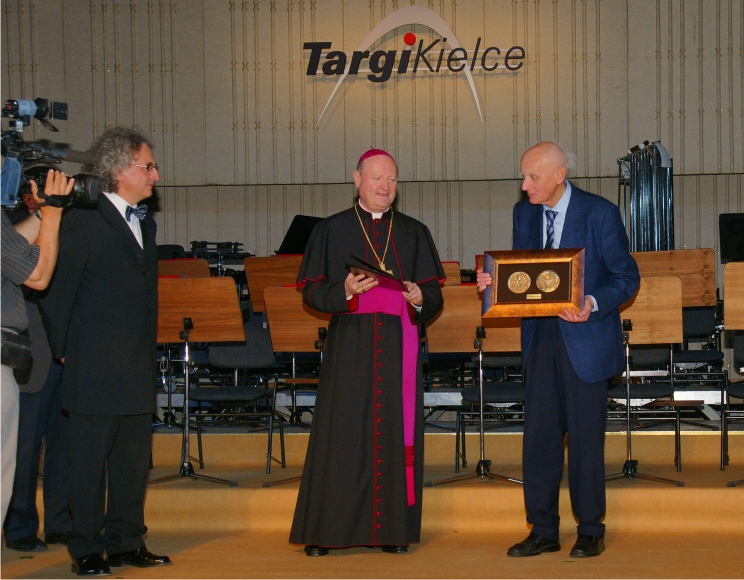
Wojciech Kilar odbiera medal Per Artem ad Deum (2009)
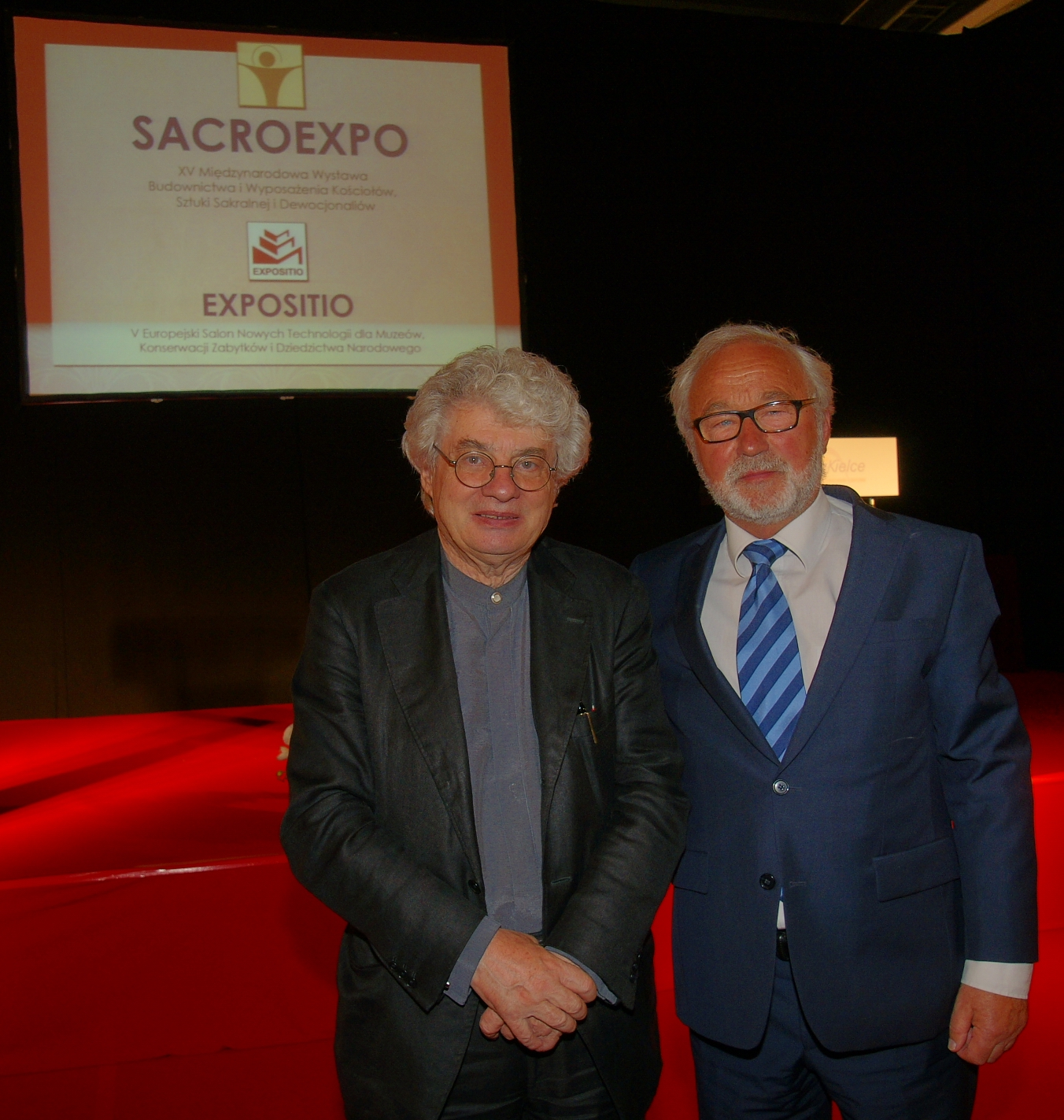
Mario Botta oraz Adam Bujak, podczas uroczystości wręczenia medalu Per Artem ad Deum (2014)
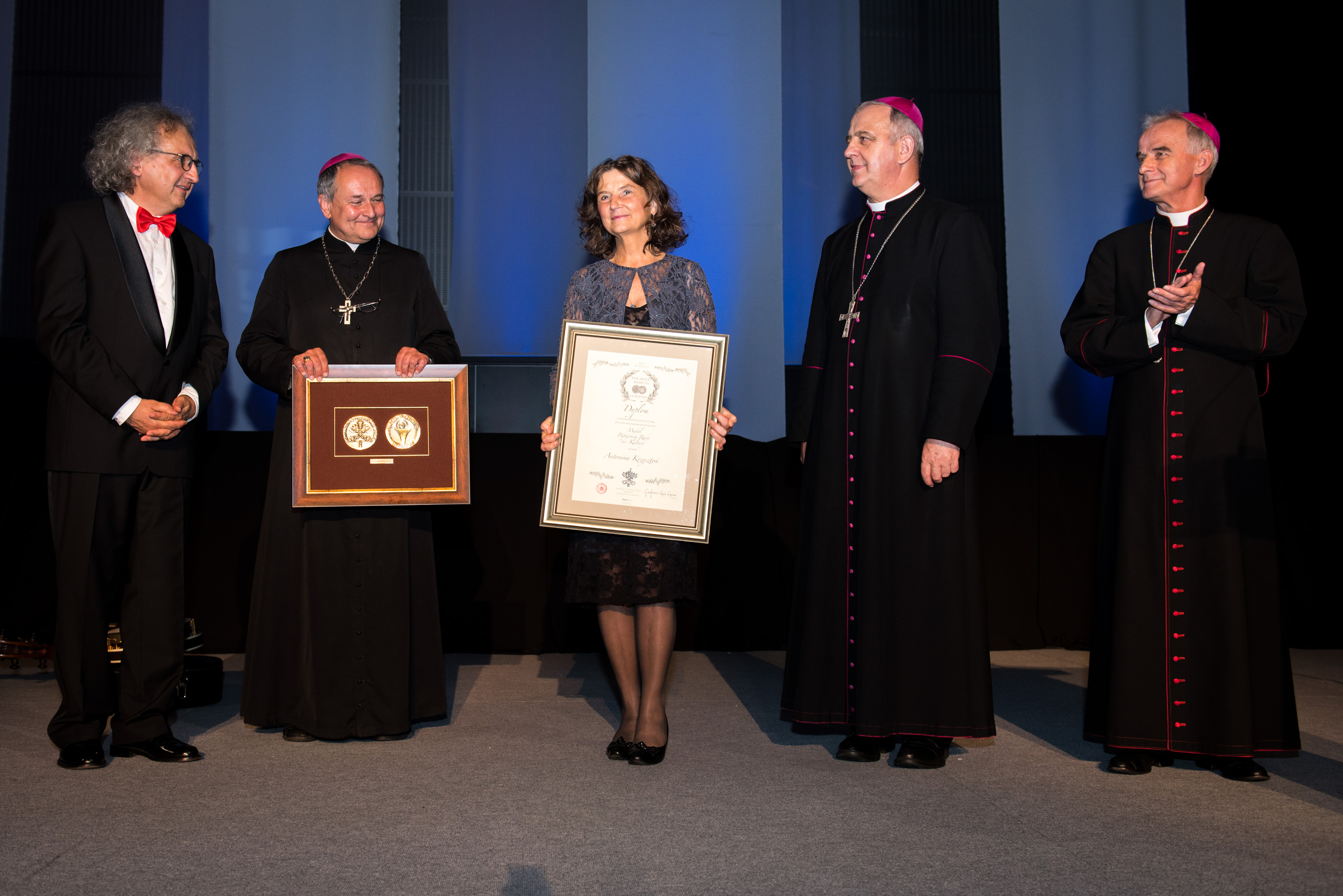
Antonina Krzysztoń odbiera nagrodę Per Artem ad Deum podczas wystawy Sacroexpo 2016 w Kielcach
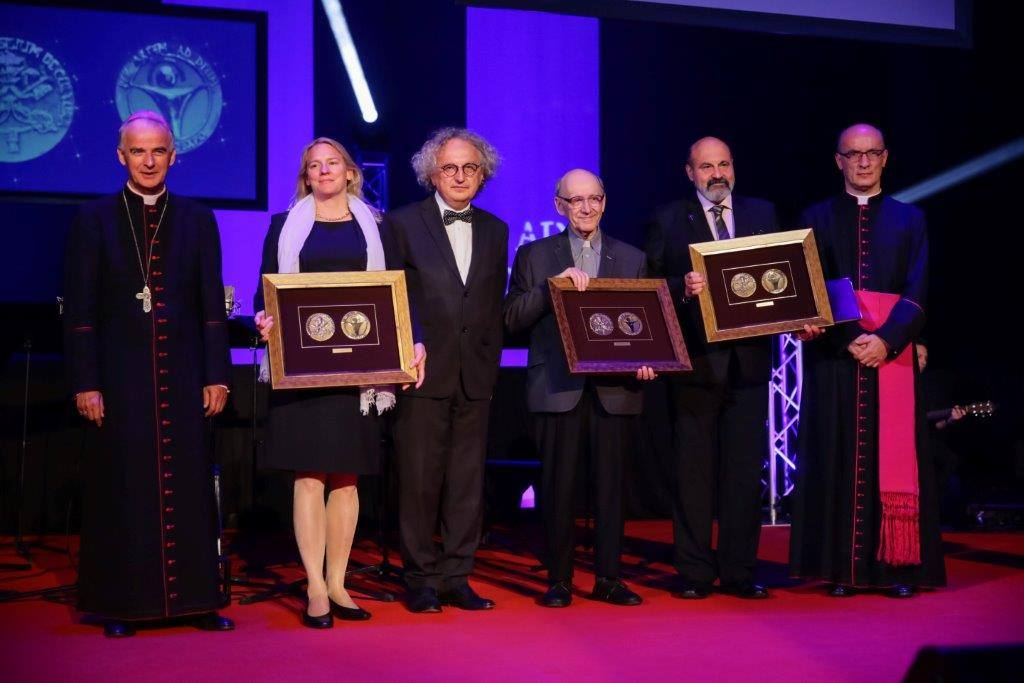
Michał Heller, Claudia Henzler i Tomas Halik – to laureaci Medalu Papieskiej Rady ds. Kultury, które wręczono 12 czerwca 2017 roku w Kielcach podczas targów SACROEXPO 2017
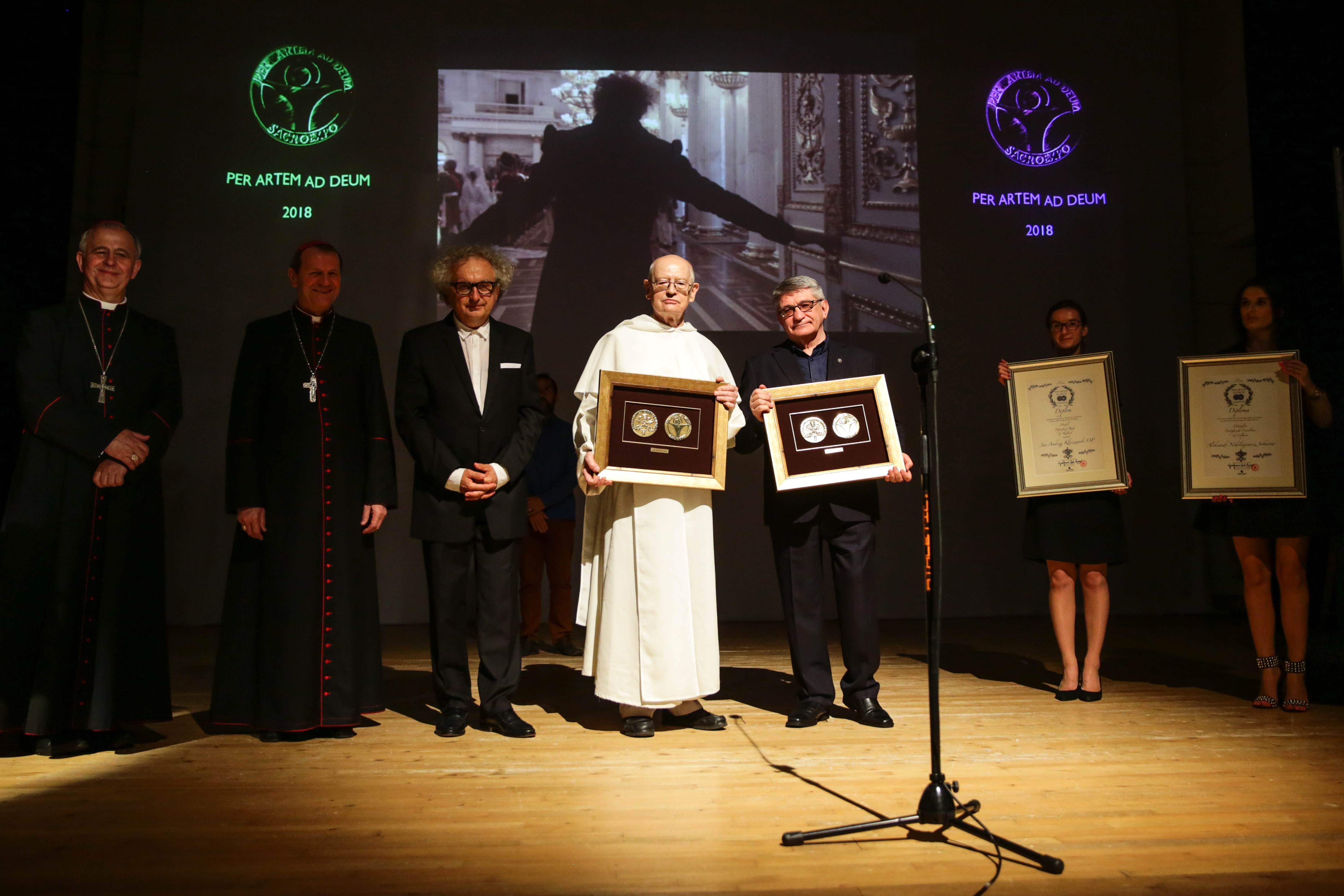
Aleksander Sokurov i prof. dr hab. Jan Andrzej Kłoczowski dołączyli do grona uhonorowanych Medalem Papieskiej Rady ds. Kultury podczas targów Sacroexpo.
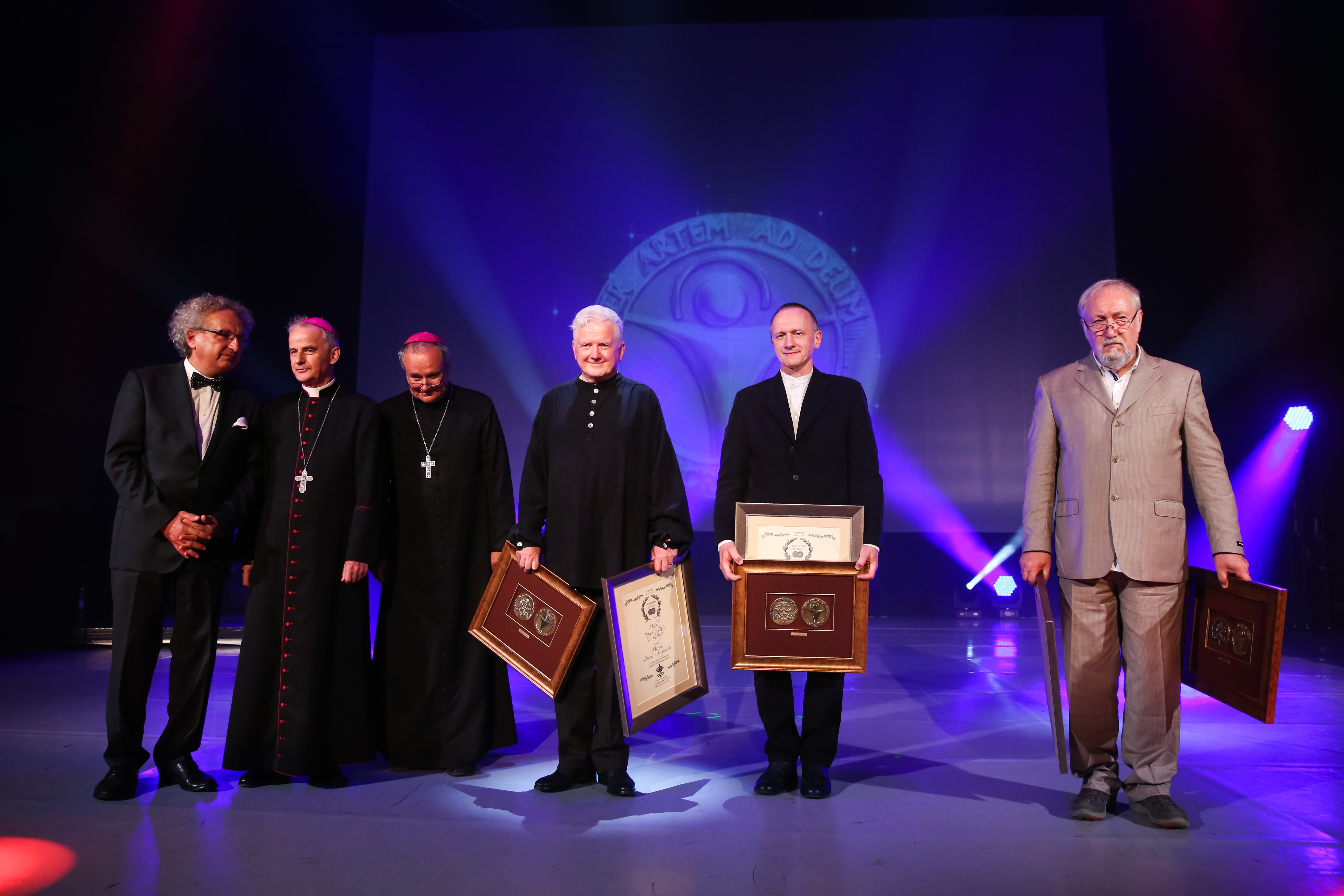
Marcin Bornus–Szczyciński, badacz muzyki dawnej, Tadeusz Boruta – malarz i krytyk sztuki oraz Aleksander Kornouhow – wybitny współczesny mozaista – otrzymali podczas uroczystej gali medale Papieskiej Rady ds. Kultury „Per Artem ad Deum”.